# Smidovičskij rajon
Lo Smidovičskij rajon (in russo Смидовичский район?) è un rajon dell'Oblast' autonoma ebraica, nella Russia asiatica; il capoluogo è Smidovič. Istituito nel 1945, ricopre una superficie di 5.900 chilometri quadrati e consta di una popolazione di circa 27.800  abitanti.

## Centri abitati
- Smidovič
- Voločaevka-1
- Voločaevka-2
- Nikolaevka
- Priamurskij
- Aur
- Belgorodskoe
- Vladimirovka
- Danilovka
- Dežnëvka
- Ikura
- Imeni Tel'mana
- Kamyšovka
- Ključevoe
- Nižnespasskoe
- Ol'
- Ol'gochta
- Osinovka
- Partizanskoe
- Pesčanoe
- Socgorodok
- Usov Balagan